# Trubschachen
Trubschachen é uma comuna da Suíça, situada no distrito administrativo de Emmental, no cantão de Berna. Tem 15,6 km² de área e sua população em 2018 foi estimada em 1.449 habitantes.